# Chrysolina pourtoyi
Chrysolina pourtoyi es un coleóptero de la familia Chrysomelidae.
Fue descrita científicamente en 1996 por Bourdonne.